# Saison 2014 de l'équipe cycliste Rabobank Development

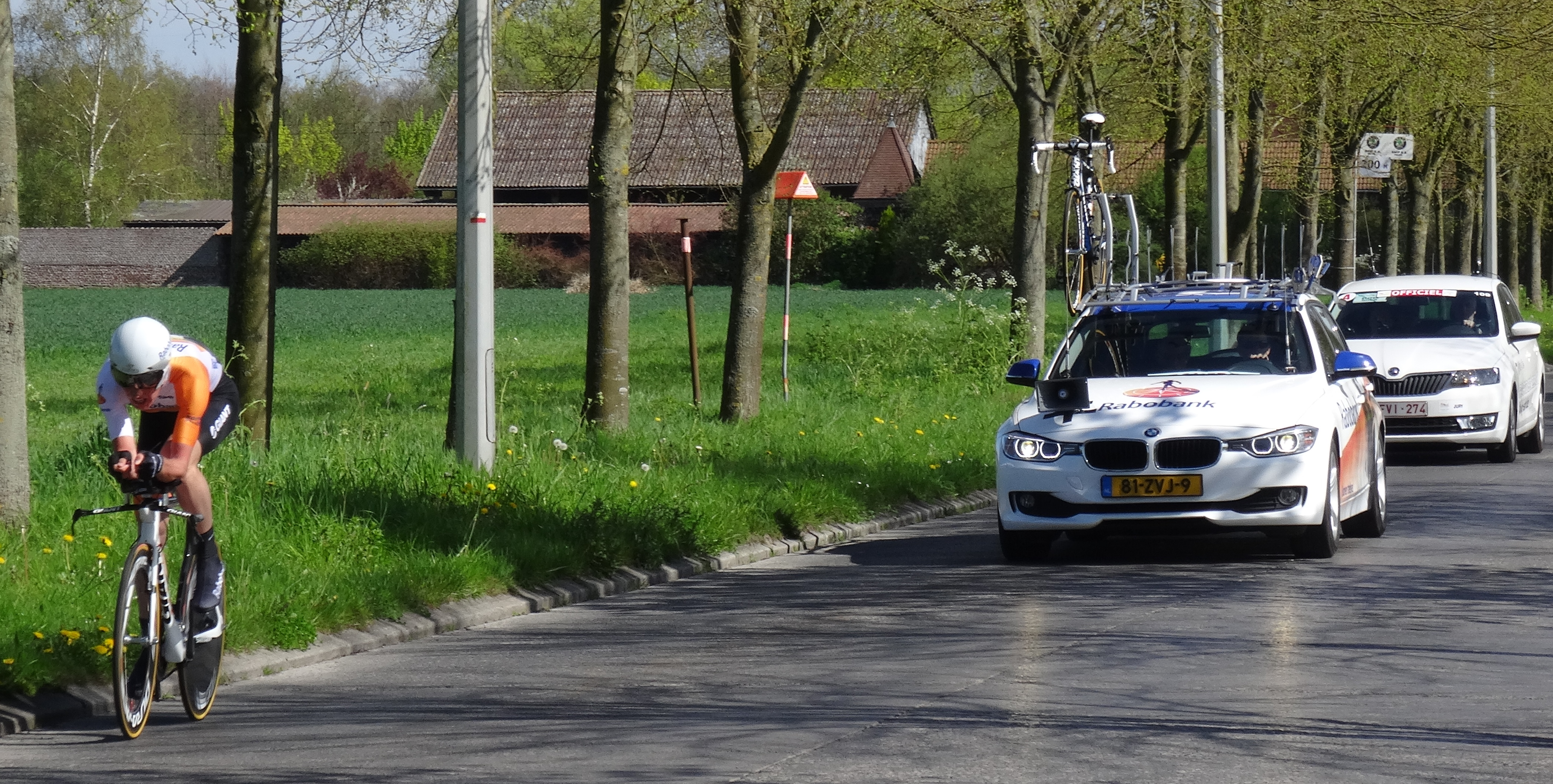
Un des coureurs de l'équipe lors du contre-la-montre de la 2ea étape du Triptyque des Monts et Châteaux 2014.

La saison 2014 de l'équipe cycliste Rabobank Development est la dix-huitième de cette équipe.

## Préparation de la saison 2014

### Arrivées et départs
| Arrivées          | Équipe 2013                 |
| ----------------- | --------------------------- |
| Cees Bol          |                             |
| Martijn Budding   | IKO Enertherm-BKCP          |
| Floris Gerts      | Croford                     |
| Piotr Havik       | EFC-Omega Pharma-Quick Step |
| Nino Honigh       |                             |
| Bert-Jan Lindeman | Vacansoleil-DCM             |
| André Looij       |                             |
| Jeroen Meijers    | WV De Jonge Renner          |
| Sam Oomen         |                             |
| Timo Roosen       | WV De Jonge Renner          |

| Départs            | Équipe 2014          |
| ------------------ | -------------------- |
| Gert-Jan Bosman    | Parkhotel Valkenburg |
| Jasper Bovenhuis   | Koga                 |
| Marco Minnaard     | Wanty-Groupe Gobert  |
| Daan Olivier       | Giant-Shimano        |
| Dylan van Baarle   | Garmin-Sharp         |
| Nick van der Lijke | Belkin               |
| Niels Wubben       | Telenet-Fidea        |
| Rick Zabel         | BMC Racing           |
| Ruben Zepuntke     | Bissell Development  |

## Coureurs et encadrement technique

### Effectif

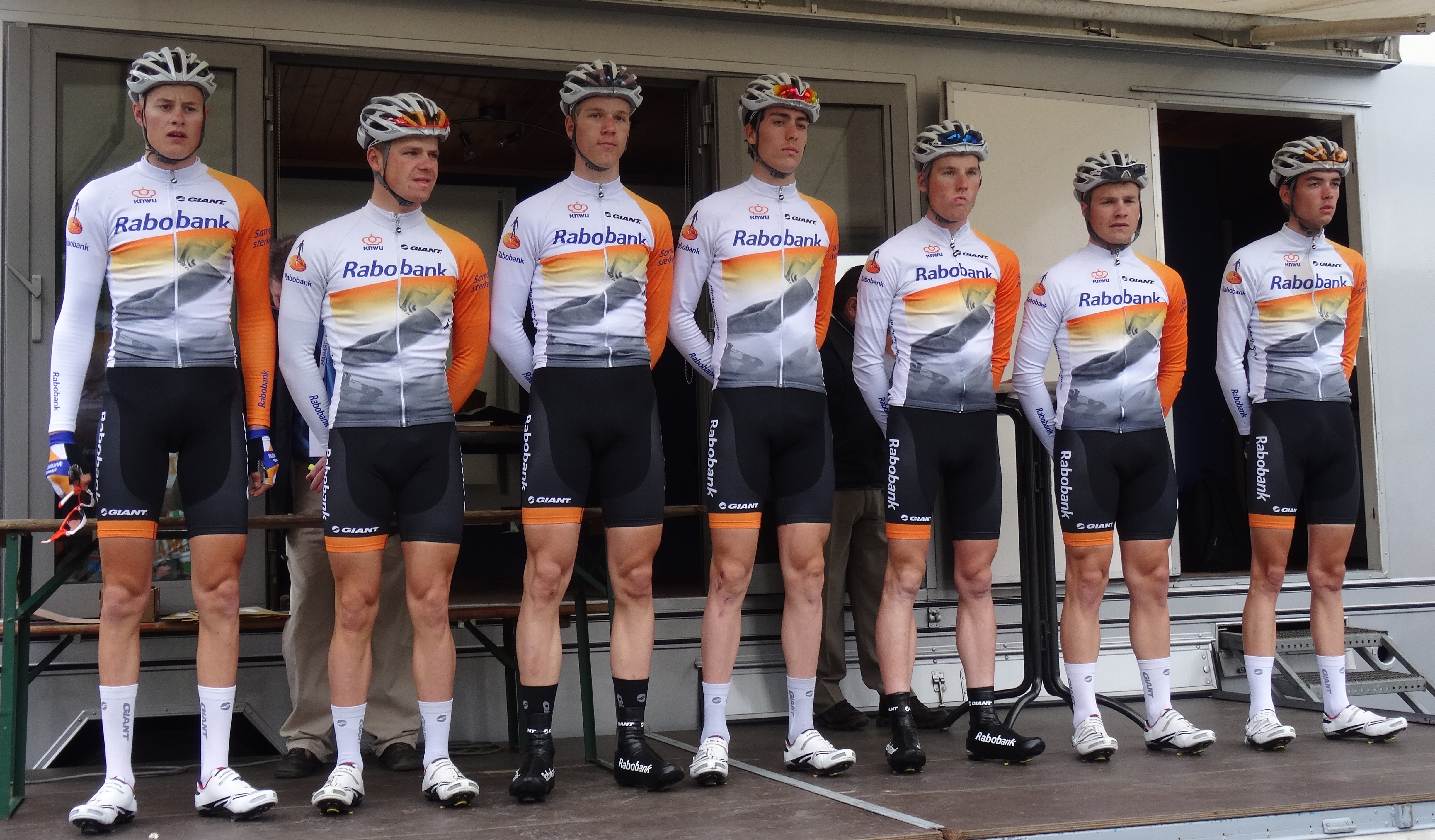
L'équipe au Triptyque des Monts et Châteaux 2014.

Vingt-et-un coureurs et un stagiaire constituent l'effectif 2014 de l'équipe.
| Cycliste             | Date de naissance | Nationalité | Équipe 2013                 |
| -------------------- | ----------------- | ----------- | --------------------------- |
| Cees Bol             | 27 juillet 1995   | Pays-Bas    |                             |
| Martijn Budding      | 31 août 1995      | Pays-Bas    | IKO Enertherm-BKCP          |
| Emiel Dolfsma        | 11 juillet 1992   | Pays-Bas    | Rabobank Development        |
| Floris Gerts         | 3 mai 1922        | Pays-Bas    | Croford                     |
| Stan Godrie          | 9 janvier 1993    | Pays-Bas    | Rabobank Development        |
| Piotr Havik          | 7 juillet 1994    | Pays-Bas    | EFC-Omega Pharma-Quick Step |
| Lennard Hofstede     | 29 décembre 1994  | Pays-Bas    | Rabobank Development        |
| Nino Honigh          | 7 janvier 1995    | Pays-Bas    |                             |
| Merijn Korevaar      | 7 mai 1994        | Pays-Bas    | Rabobank Development        |
| Bert-Jan Lindeman    | 16 juin 1989      | Pays-Bas    | Vacansoleil-DCM             |
| André Looij          | 25 mai 1995       | Pays-Bas    |                             |
| Jeroen Meijers       | 12 janvier 1993   | Pays-Bas    | WV De Jonge Renner          |
| Sam Oomen            | 15 août 1995      | Pays-Bas    |                             |
| Timo Roosen          | 11 janvier 1993   | Pays-Bas    | WV De Jonge Renner          |
| Ivar Slik            | 27 mai 1993       | Pays-Bas    | Rabobank Development        |
| Mike Teunissen       | 25 août 1992      | Pays-Bas    | Rabobank Development        |
| Martijn Tusveld      | 9 septembre 1993  | Pays-Bas    | Rabobank Development        |
| Lars van der Haar    | 23 juillet 1991   | Pays-Bas    | Rabobank Development        |
| Ricardo van Dongen   | 18 juin 1994      | Pays-Bas    | Rabobank Development        |
| Etienne van Empel    | 14 avril 1994     | Pays-Bas    | Rabobank Development        |
| Maarten van Trijp    | 6 octobre 1993    | Pays-Bas    | Rabobank Development        |
| Stagiaire            | Date de naissance | Nationalité | Équipe 2014                 |
| Derk Abel Beckeringh | 23 septembre 1992 | Pays-Bas    | Croford                     |

Portraits
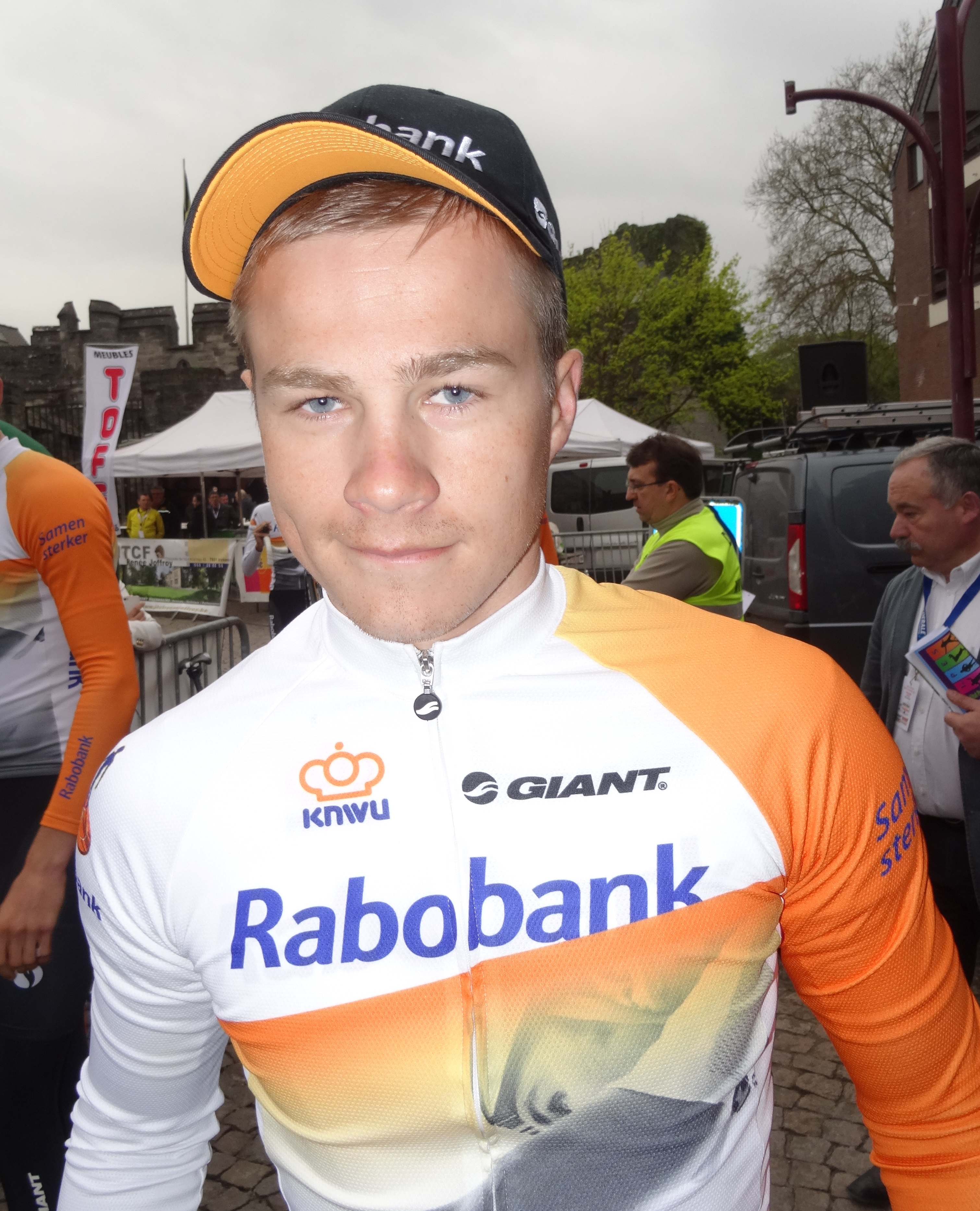
André Looij.
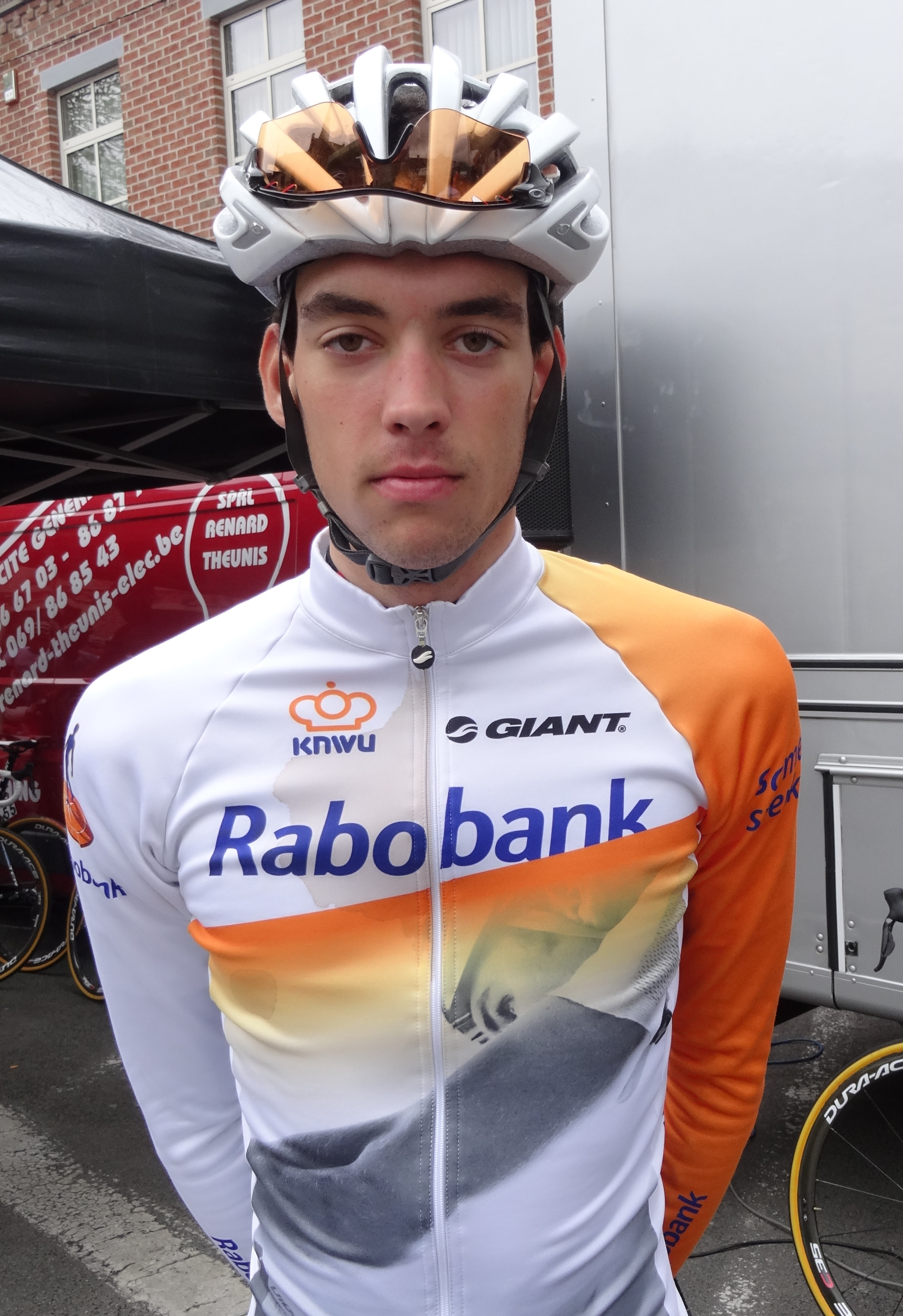
Etienne van Empel.

## Bilan de la saison

### Victoires

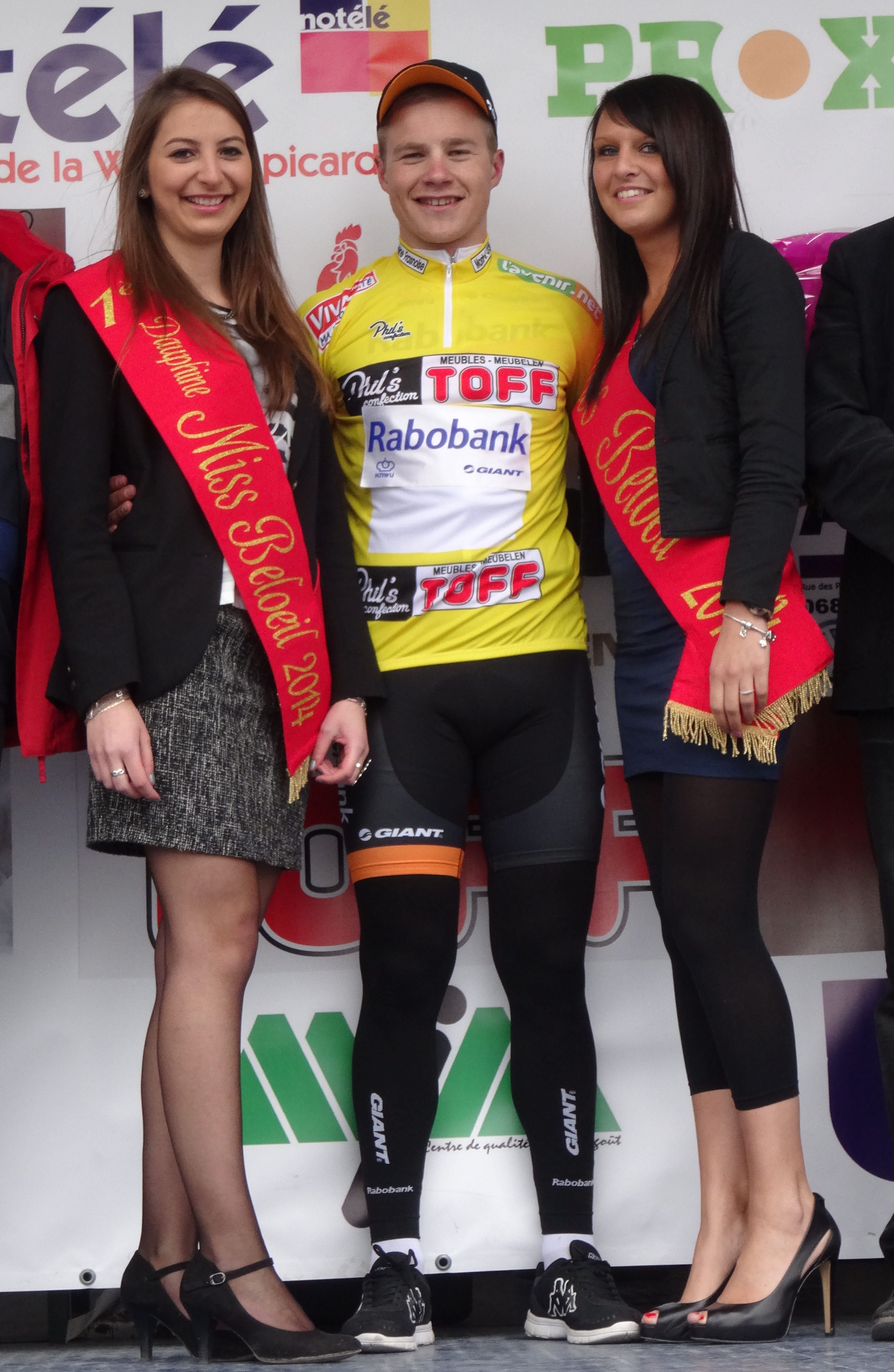
André Looij vainqueur de la 1re étape du Triptyque des Monts et Châteaux 2014.

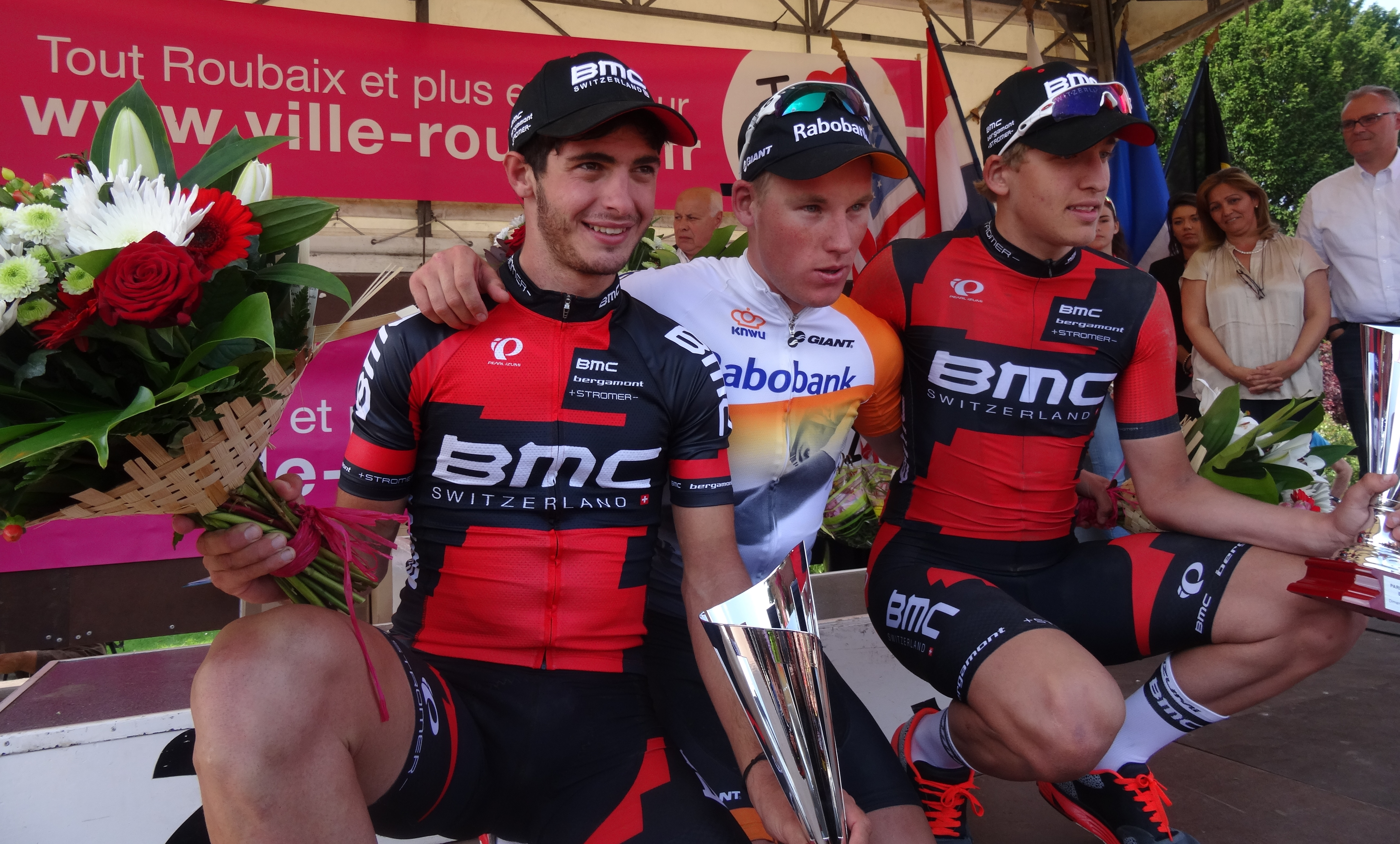
Mike Teunissen vainqueur du Paris-Roubaix espoirs 2014.

#### Sur route
| Date       | Course                                       | Pays     | Classe | Vainqueur         |
| ---------- | -------------------------------------------- | -------- | ------ | ----------------- |
| 08/03/2014 | Ster van Zwolle                              | Pays-Bas | 1.2    | Bert-Jan Lindeman |
| 04/04/2014 | 1re étape du Triptyque des Monts et Châteaux | Belgique | 2.2    | André Looij       |
| 30/04/2014 | 6e étape du Tour de Bretagne                 | France   | 2.2    | André Looij       |
| 01/05/2014 | Classement général du Tour de Bretagne       | France   | 2.2    | Bert-Jan Lindeman |
| 01/06/2014 | Paris-Roubaix espoirs                        | France   | 1.2U   | Mike Teunissen    |
| 03/08/2014 | 2e étape du Kreiz Breizh Elites              | France   | 2.2    | André Looij       |
| 03/08/2014 | 3e étape du Kreiz Breizh Elites              | France   | 2.2    | Timo Roosen       |
| 04/08/2014 | 4e étape du Kreiz Breizh Elites              | France   | 2.2    | Stan Godrie       |
| 15/08/2014 | 3e étape du Tour de l'Ain                    | France   | 2.1    | Bert-Jan Lindeman |
| 16/08/2014 | Classement général du Tour de l'Ain          | France   | 2.1    | Bert-Jan Lindeman |
| 21/09/2014 | Baronie Breda Classic                        | Pays-Bas | 1.2    | Mike Teunissen    |
| 12/10/2014 | Paris-Tours espoirs                          | France   | 1.2U   | Mike Teunissen    |

#### En cyclo-cross
| Date       | Course                                                         | Pays     | Classe | Vainqueur         |
| ---------- | -------------------------------------------------------------- | -------- | ------ | ----------------- |
| 02/01/2014 | Internationale Centrumcross van Surhuisterveen, Surhuisterveen | Pays-Bas | C2     | Lars van der Haar |
| 12/01/2014 | Championnat des Pays-Bas de cyclo-cross                        | Pays-Bas | CN     | Lars van der Haar |

### Classement UCI

#### UCI Europe Tour
L'équipe Rabobank Development termine à la 12e place de l'Europe Tour avec 845 points. Ce total est obtenu par l'addition des points des huit meilleurs coureurs de l'équipe au classement individuel,.
| Rang | Coureur            | Points |
| ---- | ------------------ | ------ |
| 10   | Bert-Jan Lindeman  | 327    |
| 28   | Mike Teunissen     | 223    |
| 128  | André Looij        | 95     |
| 215  | Timo Roosen        | 63     |
| 314  | Ivar Slik          | 42     |
| 374  | Maarten van Trijp  | 36     |
| 404  | Martijn Tusveld    | 30     |
| 433  | Sam Oomen          | 29     |
| 598  | Ricardo van Dongen | 15     |
| 683  | Piotr Havik        | 12     |
| 800  | Floris Gerts       | 8      |
| 844  | Stan Godrie        | 8      |
| 965  | Merijn Korevaar    | 4      |